# Saison 14 des Experts
Chronologie
Saison 13 Saison 15
Cet article présente le guide des épisodes de la quatorzième saison de la série télévisée Les Experts (CSI: Crime Scene Investigation).

## Distribution

### Acteurs principaux de la saison
- Ted Danson (V.F.: Jean-Louis Faure) : D.B. Russell
- Elisabeth Shue : Julie "Finn" Finlay
- George Eads (V.F.: Denis Laustriat) : Nick Stokes (19 épisodes sur 22)[2]
- Jorja Fox (V.F.: Laurence Dourlens) : Sara Sidle
- Eric Szmanda (V.F.: Benjamin Boyer) : Greg Sanders
- Robert David Hall (V.F.: Pascal Casanova) : Albert Robbins
- Wallace Langham (V.F.: Jérémy Prévost) : David Hodges
- David Berman (V.F.: Jérémy Prévost) : David Phillips
- Elisabeth Harnois : Morgan Brody
- Jon Wellner : Henry Andrews
- Paul Guilfoyle : (V.F.: François Dunoyer) : Jim Brass

### Invités
- John Ratzenberger : Stu Kirchoff[3] (épisode 3)
- Marg Helgenberger : Catherine Willows[4] (épisode 5)
- Bethany Joy Lenz : Darcy Blaine[5] (épisode 5)
- Jason Priestley (V. F. : Luq Hamet) : Jack Witten[6] (épisode 5)
- Matt Davis : Sean Yeager[7] (épisode 6,8 et 13)
- Lea Thompson : Jennifer Rhodes[8] (épisode 7)
- Sherry Stringfield : Dawn Banks[9] (épisode 8)
- Jordin Sparks : Alison Stone[10] (épisode 9)
- Kristoffer Polaha : Darryl Walsh[11] (épisode 10)
- Jack Coleman : Jim Logan[12] (épisode 15)
- Ron Glass : Paul Lomax[13] (épisode 16)
- Gene Simmons : lui-même[14] (épisode 17)
- Patricia Arquette : Avery Ryan[15] (épisode 21)
- Treat Williams : Sam Bishop[16] (épisode 22)
- Eric Roberts : Daniel Larson (épisode 1)
- James Callis : John Merchiston (épisode 1 et 13 )
- Annabella Sciorra : Nancy Brass (épisode 1)
- Mark Deklin : Ryan Miller (épisode 3)
- Wolfgang Puck : Lui-même (épisode 4)
- Cynthia Addai-Robinson : Michelle Rowlands (épisode 4)
- Holley Fain : Nadine Bradley (épisode 4)
- Illeana Douglas : Ruby Banks (épisode 6)
- Max Adler : Kyle Banks (épisode 6)
- Shannon Lucio : Kristie Holt (épisode 6)
- Steven Bauer : Bobby Esposito (épisode 6)
- Adam Hicks : Tyler Banks (épisode 8)
- Armin Shimerman : Oscar (épisode 9)
- Jaleel White : Kenny Greene (épisode 12)
- Ellen Hollman : Janet Riggins / Helen Morrison (épisode 12)
- Ethan Embry : Jefferson Nalley (épisode 12)
- Joel Grey : Hank Kasserman (épisode 12)
- John de Lancie : Robert Lansdale (épisode 13)
- Julio Oscar Mechoso : Rafael Blanco (épisode 14)
- Rya Kihlstedt : Carolyn Logan (épisode 15)
- Sherilyn Fenn : Madame Suzanne (épisode 15)
- Carlo Rota : Karl Schrute (épisode 16)
- Katherine McNamara : Angela Ward / Tangerine (épisode 17)
- Jamie Kennedy : Ed Kapena (épisode 17)
- Scottie Thompson : Debra Hughes (épisode 19)
- Steve Valentine : Greg Karlov (épisode 20)
- Torrey DeVitto : Kitty / Susan NcDowell (épisode 21)
- Cheyenne Jackson : Nebula (épisode 21)
- Gil Bellows : Lee Berman (épisode 21)
- Gina Holden : Karen Bishop (épisode 22)

## Épisodes

### Épisode 296:La Porte des enfers
- États-Unis /  Canada : 25 septembre 2013[17]
- Suisse : 23 mars 2014 sur RTS Un
- Belgique : 18 mars 2014 sur RTL-TVI
- France : 26 mars 2014 sur TF1
- Québec : 25 août 2014 sur Séries+[18]

- États-Unis : 9,12 millions de téléspectateurs[19]
- Canada : 2,18 millions de téléspectateurs[20]
- France : 5,3 millions de téléspectateurs[21] (première diffusion)

- Marc Vann (Conrad Ecklie)
- Larry Mitchell (Officer Mitchell)
- Eric Roberts (Brother Daniel Larson)
- Tangie Ambrose (Miss Kitty / Angela Banner)
- James Callis (John Merchiston)
- Brittany Redmann (Ellie Brass)
- Luke Kleintank (Jake)
- Annabella Sciorra (Nancy Brass)
- Tim Matheson (Oliver Tate)
- Lucas Kerr (Matthew Tarland)
- John Rubinstein (Priest)

### Épisode 297:Faux jetons
- États-Unis /  Canada : 2 octobre 2013
- Suisse : 23 mars 2014 sur RTS Un
- Belgique : 18 mars 2014 sur RTL-TVI
- France : 26 mars 2014 sur TF1
- Québec : 1er septembre 2014 sur Séries+

- États-Unis : 9,66 millions de téléspectateurs[22]
- Canada : 1,75 million de téléspectateurs[23]
- France : 4,1 millions de téléspectateurs[21] (première diffusion)

- Larry Sullivan (Officer Akers)
- Chad Brannon (Ryan Archer)
- John Allen Nelson (Robert Gentry)
- Sean Riggs (Paul Branston)
- Teyonah Parris (Karen Branston)
- Tyler Kain Hargis (Audrey)
- Seth Fisher (Brandon)
- John Aprea (Pit Boss)

### Épisode 298:Retour de flammes
- États-Unis /  Canada : 9 octobre 2013
- Suisse : 30 mars 2014 sur RTS Un
- Belgique : 25 mars 2014 sur RTL-TVI
- France : 2 avril 2014 sur TF1
- Québec : sur Séries+

- États-Unis : 8,82 millions de téléspectateurs[24]
- Canada : 2,013 millions de téléspectateurs[25] (première diffusion)
- France : 3,5 millions de téléspectateurs[26] (première diffusion)

- Marc Vann (Conrad Ecklie)
- Larry Mitchell (Officer Mitchell)
- Sylva Kelegian (Kim Ellis)
- Joshua Alba (Timo Padia)
- John Ratzenberger (Stu Kirchoff)
- Mark Deklin (Ryan Miller)
- Irene Keng (Nora Wong)
- Joe Adler (Jeremy Douglass)
- Michael Filipowich (Caleb Voight)
- Bay Dariz (Kurt Harper)
- Kwinci Griffith (Rene Nylen)

### Épisode 299:Dégustation à l'aveugle
- États-Unis /  Canada : 16 octobre 2013
- Suisse : 6 avril 2014 sur RTS Un
- Belgique : 25 mars 2014 sur RTL-TVI
- France : 9 avril 2014 sur TF1

- États-Unis : 9,45 millions de téléspectateurs[27]
- Canada : 2,047 millions de téléspectateurs[28]
- France : 4,9 millions de téléspectateurs[29] (première diffusion)

- Alimi Ballard (Detective Kevin Crawford)
- Catrinel Menghia Marlon (Elisabetta)
- Wolfgang Puck (Wolfgang Puck)
- Holley Fain (Nadine Bradley)
- Matthew Holmes (Curtis LeBlanc / Curtis Gant)
- Cynthia Addai-Robinson (Michelle Rowlands)
- Alastair Duncan (Graham Deveraux)
- Kristen Kassinger (Cici)
- Coby McLaughlin (Derek Barlow)
- Charles Malik Whitfield (Ray)

### Épisode 300:Fantôme du passé
- États-Unis /  Canada : 23 octobre 2013
- Suisse : 6 avril 2014 sur RTS Un
- Belgique : 8 avril 2014 sur RTL-TVI
- France : 9 avril 2014 sur TF1

- États-Unis : 10,45 millions de téléspectateurs[30]
- Canada : 2,065 millions de téléspectateurs[31]
- France : 5,78 millions de téléspectateurs[29] (première diffusion)

- Marc Vann (Conrad Ecklie)
- Larry Mitchell (Officer Mitchell)
- Jason Priestley (Jack Witten)
- Kiersey Clemons (Gwen Onetta)
- J. Downing (Walter Blaine)
- Lindsay Bushman (Emily Bridwell)
- Bethany Joy Lenz (Darcy Blaine / Vivien Sinclair)
- Adam Johnson (Robert Geer)
- Marg Helgenberger (Catherine Willows)

### Épisode 301:Coups de chance
- États-Unis /  Canada : 30 octobre 2013
- Suisse : 30 mars 2014 sur RTS Un
- Belgique : 1er avril 2014 sur RTL-TVI
- France : 2 avril 2014 sur TF1

- États-Unis : 9,5 millions de téléspectateurs[33]
- Canada : 1,96 million de téléspectateurs[34]
- France : 5,39 millions de téléspectateurs[26] (première diffusion)

- Peri Gilpin (Barbara Russell)
- Larry Sullivan (Officer Akers)
- Matt Davis (VF : Alexis Victor) (Sean Yeager)
- Illeana Douglas (Ruby Banks)
- Max Adler (Kyle Banks)
- Harrison Thomas (Zeke Banks)
- Shannon Lucio (Kristi Holt)
- Steven Bauer (Bobby Esposito)
- Eric Frentzel (Jeremy Sikes)
- Jason Manuel Olazabal (Louis Delgado)

### Épisode 302:Avis de tempête
Pour les articles homonymes, voir Avis de tempête (homonymie).
- États-Unis /  Canada : 6 novembre 2013
- Suisse : 13 avril 2014 sur RTS Un
- Belgique : 15 avril 2014 sur RTL-TVI
- France : 16 avril 2014 sur TF1

- États-Unis : 9,08 millions de téléspectateurs[35]
- Canada : 2,008 millions de téléspectateurs[36]
- France : 4,2 millions de téléspectateurs[37] (première diffusion)

- Larry Mitchell (Officer Mitchell)
- Scott Connors (John Doe / Arman Agakian)
- Mike Moonves (EMT)
- Jason Gerhardt (Anthony Hurst)
- David Figlioli (Green Poncho)
- Lea Thompson (Jennifer Rhodes)
- Deidrie Henry (Terri Royce)
- Derek Webster (Ben Parker)
- Derek Smith (Yancy Langer)
- Assaf Cohen (Doctor Lownis)
- Shelli Bergh (Nurse Shelley)
- Jeffrey D. Stevens (ER Nurse)
- Paula Francis (Paula Francis)

### Épisode 303:Dans sa bulle
- États-Unis /  Canada : 13 novembre 2013
- Suisse : 30 mars 2014 sur RTS Un
- Belgique : 1er avril 2014 sur RTL-TVI
- France : 2 avril 2014 sur TF1

- États-Unis : 10,47 millions de téléspectateurs[38]
- Canada : 1,834 million de téléspectateurs[39]
- France : 4,6 millions de téléspectateurs[26] (première diffusion)

- Larry Mitchell (Officer Mitchell)
- Matt Davis (Sean Yeager)
- Mark Famiglietti (Jared Wallace)
- Christopher Cousins (Ken Wallace)
- Noell Coet (Amy Morse)
- James Martinez (John Fletcher)
- Sherry Stringfield (Dawn Banks)
- Gabriel Sunday (Zach Fisk)
- Dar Dixon (Bryce Nierman)
- Cynthia Murell (Bunny Nierman)
- Bonnie Morgan (Melodie Davis)
- Adam Hicks (Tyler Banks)
- James Shanklin (Roy Davis)
- Cyrus Farmer (Reno Detective)
- Joseph Patrick Kelly (Officer Metcalfe)

### Épisode 304:Chambre maudite
- États-Unis /  Canada : 20 novembre 2013
- Suisse : 6 avril 2014 sur RTS Un
- Belgique : 8 avril 2014 sur RTL-TVI
- France : 9 avril 2014 sur TF1

- États-Unis : 11,19 millions de téléspectateurs[40]
- Canada : 2,71 millions de téléspectateurs[41] (première diffusion + différé 7 jours)
- France : 3,8 millions de téléspectateurs[29] (première diffusion)

- Larry Sullivan (Officer Akers)
- Chad Todhunter (Trent Reager)
- Armin Shimerman (Oscar)
- Arturo Del Puerto (Alex Garnez)
- Lea Coco (Randall Wicks)
- Jordin Sparks (Alison Stone)
- Brad Carter (Rudy)
- Jeremy Craven (Mark Bell)

### Épisode 305:Virée entre filles
- États-Unis /  Canada : 27 novembre 2013
- Suisse : 13 avril 2014 sur RTS Un
- Belgique : 15 avril 2014 sur RTL-TVI
- France : 16 avril 2014 sur TF1

- États-Unis : 10,94 millions de téléspectateurs[42] (première diffusion)
- Canada : 2,589 millions de téléspectateurs[43] (première diffusion + différé 7 jours)
- France : 6,18 millions de téléspectateurs[37] (première diffusion)

- Nico Evers-Swindell (Deputy Simon Willis)
- Patrick Saint-Esprit (Sheriff Owen Gardner)
- Luciana Faulhaber (Deputy Lennox)
- Kristoffer Polaha (Darryl Walsh)
- Gregory Cruz (Gary Decker)
- Garrett M. Brown (Dr Martin Kinney)
- Erin Anderson (Valerie Irvin)

### Épisode 306:Ça sent le sapin
- États-Unis /  Canada : 11 décembre 2013
- Suisse : 20 avril 2014 sur RTS Un
- Belgique : 22 avril 2014 sur RTL-TVI
- France : 4 mars 2015 sur TF1

- États-Unis : 10,18 millions de téléspectateurs[44] (première diffusion)
- Canada : 2,534 millions de téléspectateurs[45] (première diffusion + différé 7 jours)
- France : 3,98 millions de téléspectateurs[46] (première diffusion)

- David Alpay (Ryan Bonham)
- David Ury (Jayson Walt)
- Patrick Kilpatrick (Gary Lee Walt)
- Scot Zeller (Brad Fante)
- Jadon Wells (Blake Bonham)
- Alexis Krause (Rachel Walker)
- Joshua Kwak (Fred Larkin)
- Rachelle Wells (Eva Bonham)

### Épisode 307:Le grand méchant loup
- États-Unis /  Canada : 15 janvier 2014
- Suisse : 13 avril 2014 sur RTS Un
- Belgique : 15 avril 2014 sur RTL-TVI
- France : 16 avril 2014 sur TF1

- États-Unis : 10,3 millions de téléspectateurs[47] (première diffusion)
- Canada : 2,701 millions de téléspectateurs[48] (première diffusion + différé 7 jours)
- France : 5,9 millions de téléspectateurs[37] (première diffusion)

- Larry Mitchell (Officer Mitchell)
- Jaleel White (Kenny Greene)
- Ellen Hollman (Janet Riggins / Helen Morrison)
- Ethan Embry (Jefferson Nalley)
- Joel Grey (Hank Kasserman)
- Corie Vickers (Flight Attendant)
- Anthony Mangano (Male Passenger)
- Matthew Shively (Stoner #1)
- Wyatt Carnel (Stoner #2)
- Todd Cahoon (Allen Morrison)
- Tammy Townsend (Rhonda Briggs)
- Susan Slome (Female Passenger)

### Épisode 308:Secret défense
- États-Unis /  Canada : 22 janvier 2014
- Suisse : 20 avril 2014 sur RTS Un
- Belgique : 22 avril 2014 sur RTL-TVI
- France : 18 février 2015 sur TF1

- États-Unis : 9,47 millions de téléspectateurs[49] (première diffusion)
- Canada : 2,476 millions de téléspectateurs[50] (première diffusion + différé 7 jours)
- France : 5,33 millions de téléspectateurs[51] (première diffusion)

- James Callis (John Merchiston)
- Matthew Davis (Sean Yeager)
- Jill McDermott (Kate Danson)
- Ryan Merriman (Jack Downs) (VF : Donald Reignoux)
- Jon Farless (CSI Tech Murph)
- Colin Woodell (Barista)
- Monica Barladeanu (Emily Rey)
- Greg Ellis (Special Agent Sturgis)
- John de Lancie (General Robert Lansdale)
- Amber Bela Muse (Control Officer)
- Martin Taylor (Agent Monroe)

### Épisode 309:Meurtres en béton
- États-Unis /  Canada : 5 février 2014
- Suisse : 27 avril 2014 sur RTS Un
- Belgique : 28 avril 2014 sur RTL-TVI
- France : 18 février 2015 sur TF1

- États-Unis : 11,16 millions de téléspectateurs[52] (première diffusion)
- Canada : 2,551 millions de téléspectateurs[53] (première diffusion + différé 7 jours)
- France : 4,6 millions de téléspectateurs[51] (première diffusion)

- Julio Oscar Mechoso (Dr Rafael Blanco)
- Benito Martinez (Gabriel Ortiz)
- John Ruby (Keith Garner / Charming Guy)
- Graham Hamilton (Brett Marsh)
- Bayardo De Murguia (Agent Silva)
- Felipe Alejandro (Local Police Officer)
- Jorge Jimenez[Qui ?]  (Mateo Garcia)
- Monika Casey (Claire Marsh)
- Vanessa Garcia (Ana Ortiz)
- Ron Del Barrio (Uniform)
- Portia Derricks (Middle-Aged Woman)
- Timothy Granaderos (Teen Boy)

### Épisode 310:Filles à vendre
- États-Unis /  Canada : 19 février 2014
- Suisse : 27 avril 2014 sur RTS Un
- Belgique : 21 septembre 2014 sur RTL-TVI
- France : 25 février 2015 sur TF1[54]

- États-Unis : 9,77 millions de téléspectateurs[55] (première diffusion)
- Canada : 2,513 millions de téléspectateurs[56] (première diffusion + différé 7 jours)
- France : 5,03 millions de téléspectateurs[57] (première diffusion)

- Alimi Ballard (Detective Crawford)
- Jack Coleman (Jim Logan)
- Rya Kihlstedt (Carolyn Logan)
- Hannah Kasulka (Debbie Logan)
- Emiliano Torres (Ernesto Sanza)
- Sherilyn Fenn (Madame Suzanne)
- John Heard (Roger Ridley)
- Rosemary Dominguez (Ridley's Asst.)
- Tina Ivlev (Kirsten)
- Mindy Robinson (Dahlia)
- Paul Telfer (Rex)

### Épisode 311:Échec et mort
- États-Unis /  Canada : 5 mars 2014
- Belgique : 21 septembre 2014 sur RTL-TVI
- Suisse : 12 février 2015 sur RTS Un
- France : 25 février 2015 sur TF1[54]

- États-Unis : 9,29 millions de téléspectateurs[58] (première diffusion)
- Canada : 2,337 millions de téléspectateurs[59] (première diffusion + différé 7 jours)
- France : 4,12 millions de téléspectateurs[57] (première diffusion)

- Alimi Ballard (Detective Crawford)
- Sarah Lafleur (Jenny Carroll)
- David Dastmalchian (Lee Crosby)
- Ron Glass (Paul Lomax)
- Carlo Rota (Karl Schrute)
- Taylor Vale (Greg (14 years old))
- Gary Colon (Troy Parker)

### Épisode 312:Sexe, drogue et meurtres
- États-Unis /  Canada : 12 mars 2014
- Belgique : 21 septembre 2014 sur RTL-TVI
- Suisse : 19 février 2015 sur RTS Un
- France : 4 mars 2015 sur TF1

- États-Unis : 10,15 millions de téléspectateurs[60] (première diffusion)
- Canada : 2,402 millions de téléspectateurs[61] (première diffusion + différé 7 jours)
- France : 4,93 millions de téléspectateurs[46] (première diffusion)

- Gene Simmons (lui-même)
- Joshua Bitton (Arnold Borkowski)
- Jamie Kennedy (Ed Kapena)
- Paul Greene (Len Young)
- Katherine McNamara (Angela Ward / Tangerine)
- Alicia Fusting (Michelle Cody)
- Nick Galarza (Mike Lassek)
- Michael Des Barres (Marty "The Cat" Kirch)
- Robert S. Martin III (Young Uni)
- Larry Mitchell (Officer Mitchell)

### Épisode 313:L'Intrus
- États-Unis /  Canada : 19 mars 2014
- Belgique :  28 septembre 2014 sur RTL-TVI
- Suisse : 12 février 2015 sur RTS Un
- France : 18 février 2015 sur TF1

- États-Unis : 10,2 millions de téléspectateurs[62] (première diffusion)
- Canada : 2,522 millions de téléspectateurs[63] (première diffusion + différé 7 jours)
- France : 4,01 millions de téléspectateurs[51] (première diffusion)

- Kenda Benward (Claire Connor)
- Leah Bateman (Heather Connor)
- Robby Rasmussen (Ethan Connor)
- Adam Lieberman (Dwight Connor)
- Bayley Tanenbaum (Chloe)
- Whitney Wellner (Nancy)
- Niko Nicotera (Doug Adamson)
- Edie McClurg (Madge)
- Robert Davi (Marvin Braxton)
- Tina Casciani (Jessic Fenton)

### Épisode 314:Fusillade au commissariat
- États-Unis /  Canada : 2 avril 2014
- Belgique : 28 septembre 2014 sur RTL-TVI
- Suisse : 19 février 2015 sur RTS Un
- France : 25 février 2015 sur TF1[54]

- États-Unis : 9,77 millions de téléspectateurs[64] (première diffusion)
- Canada : 2,473 millions de téléspectateurs[65] (première diffusion + différé 7 jours)
- France : 3,73 millions de téléspectateurs[57] (première diffusion)

- Larry Mitchell (Officer Mitchell)
- Matt Shively (Jacob Baker)
- Brendan Meyer (Mark Powell / Male Teen)
- Scottie Thompson (Lieutenant Debra Hughes)
- Billy Miller (Officer Robert Dolan)
- Stephanie Michels (Cynthia Powell)
- Jeff Pierre (Officer Dunn)
- Paula Francis (elle-même)
- Mike Faiola (Officer Blake Hughes)
- Ali Chen (Female Civilian)

### Épisode 315:Un appétit d'ogre
- États-Unis /  Canada : 9 avril 2014
- Belgique : 28 septembre 2014 sur RTL-TVI
- Suisse : 26 février 2015 sur RTS Un
- France : 4 mars 2015 sur TF1

- États-Unis : 9,11 millions de téléspectateurs[66] (première diffusion)
- Canada : 2,257 millions de téléspectateurs[67] (première diffusion + différé 7 jours)
- France : 3,26 millions de téléspectateurs[46] (première diffusion)

- Marc Vann (Conrad Ecklie)
- Brandon Keener (Owen Linder)
- Sheldon Coolman (Dennis Hagel)
- Robert S. Martin III (Young Uniform)
- Lewis T. Powell (Officer Norman)
- Derek Mio (Table "Corpse")
- Steve Valentine (Gary Korlov)
- John Getz (Bill Harvey)
- Eric Petersen (Todd Burris)
- Heather Ann Davis (Miss Feed/Brenda Waring)
- Nicole LaLiberte (Colleen Waring)
- Amber Bela Muse (Dispatcher)

### Épisode 316:Liaison virtuelle
- États-Unis /  Canada : 30 avril 2014
- Belgique : 12 octobre 2014 sur RTL-TVI
- Suisse : 26 février 2015 sur RTS Un
- France : 11 mars 2015 sur TF1

- États-Unis : 9,95 millions de téléspectateurs[68] (première diffusion)
- Canada : 2,157 millions de téléspectateurs[69] (première diffusion + différé 7 jours)
- France : 5,27 millions de téléspectateurs[70] (première diffusion)

- Marc Vann (Conrad Ecklie)
- Patricia Arquette (Avery Ryan)
- Kick Gurry (Clikk)
- Ness Bautista (Officer Drew Portsmith)
- Larry Sullivan (Officer Akers)
- Gil Bellows (Lee Berman)
- Torrey DeVitto (Kitty / Susan McDowell)
- Cheyenne Jackson (Nebula1)
- Matt Gottlieb (Berman's Lawyer)
- Chad Michael Collins (FBI Pilot)
- Matt Bushell (Point Man)
- Milan Aguilera (Daughter 1)
- Natalie Bowen (Daughter 2)

### Épisode 317:Trésor caché
- États-Unis /  Canada : 7 mai 2014
- Belgique : 12 octobre 2014 sur RTL-TVI
- Suisse : 6 mars 2015 sur RTS Un
- France : 11 mars 2015 sur TF1

- États-Unis : 10,01 millions de téléspectateurs[71] (première diffusion)
- Canada : 2,292 millions de téléspectateurs[72] (première diffusion + différé 7 jours)
- France : 4,55 millions de téléspectateurs[70] (première diffusion)

- Marc Vann (Conrad Ecklie)
- Zeus Mendoza (Roger Mathers)
- Kiko Ellsworth (Tyson Briggs)
- Larry Sullivan (Officer Akers)
- Donald Bowen (Young Roger Mathers)
- Nathaniel James Potvin (Young Tyson Briggs)
- Justin Ellings (Young Scotty Gates)
- Teal Redmann (Ellie Brass)
- Treat Williams (Sam Bishop)
- Derek Magyar (Paul O'Malley)
- Jonathan Cahill (Ben O'Malley)
- Gina Holden (Karen Bishop)
- Grainger Hines (Sheriff Combs)
- Assaf Cohen (Doctor Lownis)
- Chiara Aurelia (Young Karen Bishop)